# مائه کلونگ (رودخانه)
مائه کلونگ (تایلندی: แม่น้ำแม่กลอง، آرتی‌جی‌اس: Maenam Mae Klong , آوایش تایلندی: mɛ̂:ná:m mɛ̂: klɔ̄:ŋ، که گاهی اوقات Mae Khlong یا Meklong نیز نوشته می‌شود، رودخانه ای در غرب تایلند است. این رودخانه از محل تلاقی Khwae Noi (Khwae Sai Yok) و رود کوای (Khwae Si Sawat) در استان کانچانابوری شروع شده، از استان راچابوری می‌گذرد و به خلیج تایلند در استان ساموت سونگکرام می‌ریزد.
سرچشمه واقعی رودخانه در تپه‌های تناسریم، در اطراف منطقه پارک ملی Khuean Srinagarindra در شمال استان کانچانابوریاست. این رود در قسمت‌های بالادستی، منبع اصلی تغذیه آبشار غول پیکر اومفانگ تی لر سو می‌باشد.